# Rezygnacja Benedykta XVI

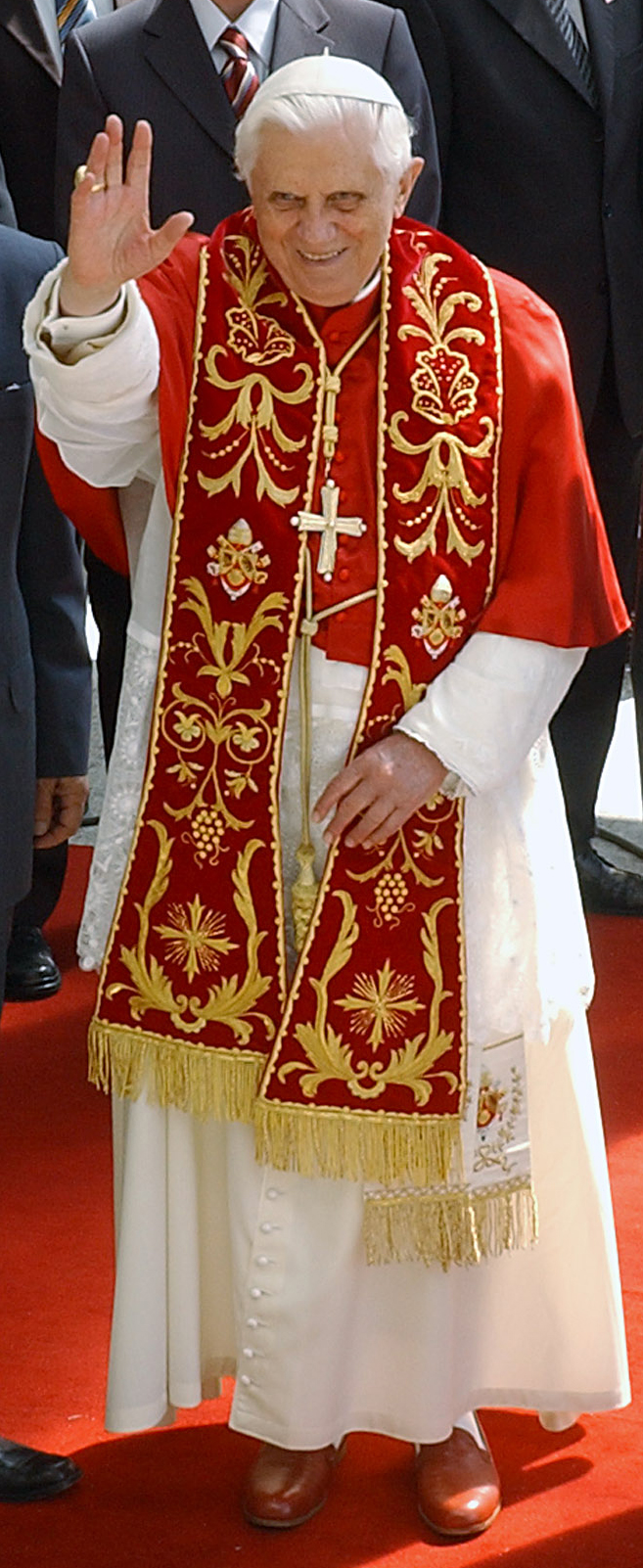
Papież Benedykt XVI w 2007 roku

Rezygnacja Benedykta XVI – decyzja ogłoszona przed południem 11 lutego 2013 roku w Watykanie przez papieża Benedykta XVI. Decyzja o ustąpieniu ze stanowiska czyni go pierwszym papieżem opuszczającym urząd od czasów rezygnacji Grzegorza XII w 1415 roku (który postąpił tak w celu zakończenia Wielkiej schizmy zachodniej) i pierwszym od renuntiatio Celestyna V w 1294 roku, który ustąpił bez nacisków z zewnątrz. Decyzja była zaskoczeniem, ponieważ współcześnie papieże piastowali urząd aż do śmierci. Benedykt XVI poinformował, że powodem decyzji jest podupadające zdrowie i brak sił.
Zgodnie z deklaracją papież ustąpił z urzędu 28 lutego 2013 o godzinie 20:00.

## Ogłoszenie decyzji
Papież zadecydował o rezygnacji w związku z zaawansowanym wiekiem i słabnącym zdrowiem.
Swoją decyzję wypowiedział po łacinie w Pałacu Apostolskim w Sala del Concistoro na przedpołudniowym spotkaniu 11 lutego 2013 r. Podczas spotkania miano ogłosić datę kanonizacji trzech katolickich męczenników: Antonia Primaldo, Lauya Montoya Upegui i Marii Guadalupe Garcia Zavala.
W oświadczeniu zwrócił uwagę na słabnące siły z powodu podeszłego wieku oraz na osłabienie sił fizycznych i duchowych. Ponadto zadeklarował, że będzie chciał kontynuować swoją posługę w Kościele. Zgodnie z wypowiedzią rzecznika Watykanu Federico Lombardiego papież opuścił Watykan 28 lutego o godzinie 17:00 i udał się do rezydencji w Castel Gandolfo. Spędził tam dwa miesiące. Benedykt XVI do Watykanu powrócił 2 maja 2013 i zamieszkał w klasztorze Mater Ecclesiae w Ogrodach Watykańskich.

## Reakcje państw na rezygnację Benedykta XVI
- Australia – premier Julia Gillard wydała oświadczenie w związku z rezygnacją Benedykta XVI, mówiące że zapowiedź jego abdykacji oznacza początek historycznego momentu i dla wielu australijskich katolików będzie to wielkim wydarzeniem; uznała też to za dowód jego pokory, którą podczas swojego wyboru Benedykt XVI wyraził słowami, że chce być „prostym, skromnym pracownikiem w winnicy Pańskiej”[7].
- Brazylia – prezydent Dilma Rousseff powiedziała, że szanuje decyzję papieża Benedykta XVI i zwróciła uwagę na zbliżające się Światowe Dni Młodzieży w lipcu w Rio de Janeiro, które papież zapowiedział, a także wspomniała jego wizytę w Brazylii w 2007 roku[8].
- Kanada – premier Stephen Harper wydał oświadczenie mówiące, że Benedykt XVI zawsze będzie miał specjalne miejsce w sercach Kanadyjczyków[9].
- Niemcy – kanclerz Angela Merkel określiła go jako „jednego z najbardziej znaczących myślicieli religijnych naszych czasów”, wspomniała jego wysiłki na rzecz dialogu międzykulturowego i wpływ papieża na nią samą oraz że „słowa papieża będą mi towarzyszyć przez długi czas”[10].
- Francja – prezydent François Hollande powiedział Benedykt XVI zasługuje na „szacunek”, nie komentując sprawy konkretnie[11].
- Irlandia – Prezydent Michael D. Higgins również złożył swoje życzenia dla odchodzącego papieża. Po rezygnacji Benedykta XVI, premier Enda Kenny chwalił papieża za „silne przywództwo” i za „wielką służbę Kościołowi” zarówno w Irlandii i na całym świecie[12].
- Filipiny – Prezydent Benigno Aquino III został „napełniony wielkim żalem po decyzji papieża Benedykt XVI o rezygnacji z posługi Piotrowej w dniu 28 lutego tego roku”. Przypomniał także o „wdzięczności, wielu modlitwach i pocieszających słowach Benedykta XVI dla Filipińczyków w czasach klęski i wyzwania, oraz o jego słowach otuchy i uczestnictwa w ważnych dla katolików wydarzeniach, takich jak niedawna kanonizacja Piotra Calungsod”[13].
- Polska – Prezydent Bronisław Komorowski wyznał, że abdykacja Benedykta XVI była wielkim zaskoczeniem i przyznał, że decyzja papieża może budzić u wielu osób pewne obawy. Dodał, że pragnie podziękować mu za jego wizytę w 2006 roku oraz nade wszystko za beatyfikację Jana Pawła II[14].
- Stany Zjednoczone – Prezydent Barack Obama pochwalił Benedykta XVI, mówiąc: „W imieniu Amerykanów chciałbym wyrazić naszą wdzięczność i modlitwę za Jego Świątobliwość papieża Benedykta XVI. Michelle i ja serdecznie pamiętamy nasze spotkanie z Ojcem Świętym i doceniam naszą pracę razem w ciągu poprzednich czterech lat” oraz dodał życzenie otuchy kardynałom, gdy będą wybrać następcę jego Świątobliwości papieża Benedykta XVI”[15].
- Szkocja – Minister Alex Salmond z wielką sympatią wspomniał wizytę Benedykta XVI w Szkocji w 2010 roku w trakcie jego pielgrzymki do Wielkiej Brytanii i papieską Mszę odprawioną w Bellahouston Park oraz złożył papieżowi życzenia bardzo spokojnej emerytury[16].
- Wielka Brytania – premier David Cameron pochwalił Benedykta XVI, wysyłając najlepsze życzenia dla papieża Benedykta po jego ogłoszeniu rezygnacji. Wspomniał również bliskie stosunki ze Stolicą Apostolską i wizytę w Wielkiej Brytanii w 2010 roku, która została zapamiętana z wielką miłością i szacunkiem. Dodał, że będzie brakowało takiego duchowego przywódcy dla milionów ludzi[17].
- Włochy – premier Mario Monti wyznał, że „jest bardzo wstrząśnięty tą niespodziewaną decyzją papieża o rezygnacji”[18].

## Po rezygnacji
Papież po ustąpieniu nie nosił tytułu kardynała (przestał nim być w chwili wyboru na papieża) i nie mógł z powodu ukończenia 80. roku życia zajmować stanowisk w Kurii Rzymskiej. Przysługiwał mu tytuł Emerytowanego Biskupa Rzymu, ponieważ tytuł Biskupa Rzymu był zarezerwowany dla urzędującego papieża. Mógł być ponadto nazywany Papieżem Emerytem i można było zwracać się do niego Jego Świątobliwość.
Z racji ustalonej dotychczas w języku polskim tradycji tytuły te mogą być tłumaczone jako biskup senior Rzymu i emerytowany papież.
13 marca 2013 został wybrany następca Benedykta XVI – kardynał Jorge Mario Bergoglio, który przyjął imię Franciszek.

## Teorie spiskowe na temat rezygnacji papieża
Decyzja Benedykta XVI o rezygnacji z Urzędu Piotrowego wywołała wiele spekulacji na temat jej przyczyn. Publicyści zajmujący się pontyfikatem niemieckiego papieża wymieniają m.in. następujące teorie spiskowe:
- Nacisk służb specjalnych Stanów Zjednoczonych – zgodnie z tą teorią, administracja prezydenta Baracka Obamy była zainteresowana liberalizacją nauczania Kościoła. Jednym z dowodów na to ma być inwigilacja Watykanu przez National Security Agency (służbę wywiadowczą zajmującą się m.in. wywiadem elektronicznym) na przełomie 2012 i 2013 roku. Miał to być element szantażu na Benedykta XVI. Gdyby papież pozostał na stanowisku, media dowiedziałyby się o nieprawidłowościach finansowych w Banku Watykańskim[21].
- „Mafia z St. Gallen” – teoria, zgodnie z którą wśród liberalnych hierarchów kościelnych, zawiązał się spisek, mający odsunąć konserwatywnego papieża od władzy. Miał im przewodzić kard. Godfried Danneels z Belgii[22].
- Chrislam – teoria, jakoby przyczyną rezygnacji papieża było odkrycie przez niego spisku, mającego połączyć chrześcijaństwo z islamem. Według teologa Hieronima Noxa, autora książki „Chrislam. Nowa religia papieża Franciszka”, wśród wysoko postawionych duchownych katolickich istnieje plan zrewolucjonizowania chrześcijaństwa, poprzez wprowadzenie do doktryny elementów muzułmańskich. Ma to zapobiec konfliktowi cywilizacyjnemu, między Zachodem a światem islamu. Benedykt XVI, jako konserwatysta był przeszkodą na drodze do „chrislamu”, dlatego został zmuszony do odejścia[23].